# نبرد دوم تکریت
نبرد دوم تکریت، نبردی بود که در آن نیروهای عراقی، شهر تکریت (مرکزِ استانِ صلاح الدین) را از نیروهای دولتِ اسلامی (داعش) بازپس گرفتند. نیروهای عراقیِ شرکت‌کننده در این جنگ، شاملِ نیروهای امنیتیِ دولتِ عراق و بسیج مردمی عراق (نیروهای نظامیِ شیعه و عشایر سنی) با یاریِ مستشاریِ نیروی قدس سپاه پاسداران انقلاب اسلامی و آفندِ هواییِ نیروهای آمریکایی، بریتانیایی و فرانسوی بودند. بخش عمده نیروهای زمینی متشکل از بسیج مردمی عراق بوده است.
این جنگ پس از ماه‌ها آماده‌سازی با هدفِ محاصره و بازپس‌گیریِ شهر در دومِ مارسِ سالِ ۲۰۱۵ با پیروزیِ نیروهای دولتی به انجام رسید.
این نبرد به بزرگ‌ترین گردهماییِ نیروها بر ضدِ داعش انجامید و پیرامونِ ۲۰ تا ۳۰ هزار نفر در آن شرکت جستند.